# Górka (Tenczynek)
Górka – część wsi Tenczynek w Polsce, położona w województwie małopolskim, w powiecie krakowskim, w gminie Krzeszowice.
W latach 1975–1998 Górka administracyjnie należała do województwa krakowskiego.
Położona na niewielkim wzniesieniu koło kościoła, cmentarza i Stawu Grzebiennego wzmiankowanego już w 1553. Znajduje się na północnym krańcu Kotliny Tenczynka, od południa graniczy z tenczyńskim Podlesiem. Położona jest przy drodze powiatowej 2186K do Zalasu.